# Mesnil-Clinchamps
Mesnil-Clinchamp era una comuna francesa situada en el departamento de Calvados, de la región de Normandía, que el 1 de enero de 2017 pasó a ser una comuna delegada de la comuna nueva de Noues-de-Sienne al fusionarse con las comunas de Champ-du-Boult, Courson, Fontenermont, Le Gast, Le Mesnil-Benoist, Le Mesnil-Caussois, Saint-Manvieu-Bocage, Saint-Sever-Calvados y Sept-Frères.

## Demografía
| Gráfica de evolución demográfica de Mesnil-Clinchamps entre 1800 y 2014 |
|                                                                         |

Los datos demográficos contemplados en este gráfico de la comuna de Mesnil-Clinchamps se han cogido de 1800 a 1999 de la página francesa EHESS/Cassini, y los demás datos de la página del INSEE.

## Geografía
El pueblo está ubicado en el Bocage Virois. El pueblo, a orillas del Brévogne (afluente del Vire), está descentrado al noroeste, a 3 km de la RD 524. Se encuentra a 5 km al este de Saint-Sever-Calvados y 9 km al oeste de Vire.